# Мутуипи
Мутуипи (порт. Mutuípe)  —  муниципалитет в Бразилии, входит в штат Баия. Составная часть мезорегиона Юго-центральная часть штата Баия. Входит в экономико-статистический микрорегион Жекие. Население составляет 20 441 человек на 2006 год. Занимает площадь 273,320 км². Плотность населения — 74,8 чел./км².

## История
Город основан 26 июля 1926 года.

## Статистика
- Валовой внутренний продукт на 2003 год составляет 46 030 228,00 реалов (данные: Бразильский институт географии и статистики).
- Валовой внутренний продукт на душу населения на 2003 год составляет 2250,76 реалов (данные: Бразильский институт географии и статистики).
- Индекс развития человеческого потенциала на 2000 год составляет 0,657 (данные: Программа развития ООН).